# Bizony
Bizony – polski zespół instrumentalny, powstały w styczniu 1968 roku w Warszawie.

## Działalność zespołu
Pierwszy skład formacji tworzyli byli muzycy zespołu Tajfuny oraz muzycy jazzowi, wywodzący się z Akwarel i Big Bandu „Stodoła”. Bizony rozpoczęły działalność jako grupa towarzysząca Stanowi Borysowi (ex- Blackout i epizod w Pesymistach). Wykonawcy ci oficjalnie zadebiutowali 12 marca 1968 roku w konkursie programu „Telewizyjna Giełda Piosenki”, gdzie otrzymali I nagrodę za wykonanie piosenki, pt. „Lepiej późno niż wcale”. Utwór ten stał się pierwszym przebojem grupy, a nazwa zespołu została zaczerpnięta od nazwiska współzałożyciela i kierownika muzycznego grupy, Zbigniewa Bizonia.
Następnie formacja wystąpiła w telewizyjnym programie „Tele Variete” (soliści: S. Borys, Alibabki, Andrzej Bychowski) i w „Telewizyjnym Ekranie Młodych” (soliści: S. Borys, Maciej Kossowski), zaś 24 maja 1968 wzięła udział w V Ogólnopolskim Festiwalu Zespołów Estradowych w Olsztynie, w efekcie zdobywając trzy nagrody. W lipcu zespół wystąpił w programie telewizyjnym poświęconym laureatom festiwalu olsztyńskiego, w sierpniu towarzyszył piosenkarce Marcie Martelińskiej podczas I Festiwalu Zespołów Młodzieżowych o „Złotą Kotwicę Sopockiego Lata 1968” oraz na Międzynarodowym Festiwalu Piosenki Sopot '68. We wrześniu nastąpiła zmiana w składzie na stanowisku puzonisty. W styczniu 1969 roku po występach w Warszawie i w Gdańsku, Bizony z solistą Stanem Borysem przystąpiły do nagrywania swojego jedynego longplaya To ziemia. Na płycie znalazły się wszystkie przeboje grupy, włącznie z „Radiowymi Piosenkami Miesiąca”: czerwca („Spacer dziką plażą”) i września („Na wierchach wieje wiatr”), skomponowane kolejno przez: B. Kendelewicza i Z. Bizonia. Na krążku znalazło się także kilka premierowych utworów: „Nasze wędrowanie”, „Wiatr od Klimczoka”, „Kto odpowie mi”. W sesji wzięły udział Alibabki.
Bizony brały udział w imprezach estradowych w kraju i za granicą. Zespół wyjechał na ośmiotygodniową trasę po ZSRR. W jego historii trzeba odnotować także występy w Czechosłowacji, Austrii, NRD i RFN. Latem w jego składzie zaszły kolejne zmiany personalne. Po powrocie z ZSRR grupa wzięła udział w VII KFPP w Opolu (1969) i z powodzeniem wystąpiła na XII Festiwalu Jazz Jamboree (1969) z wokalistką jazzową Marianną Wróblewską, brawurowo wykonując, m.in. „Respect”, „Won’t Be Long”, czy „Save me”.
Brak powodzenia kolejnych lansowanych piosenek spowodował spadek popularności zespołu. Na II Festiwalu Zespołów Młodzieżowych o „Złotą Kotwicę Sopockiego lata 1969” formacja zajęła VII miejsce. Również w 1969 roku z zespołem występował odbywający wówczas tournée po Polsce (występował, m.in. obok Czesława Niemena) australijski muzyk folkowy Dempsey Knight – razem z Bizonami nagrał singla, pt. Annabelle, który ukazał się we wrześniu tego samego roku. W sesji wziął udział także skrzypek Henryk Kowalski. W styczniu 1970 roku z grupą rozstaje się Stan Borys, który postanawia rozpocząć karierę solową. Do momentu rozpoczęcia współpracy ze Zdzisławą Sośnicką, funkcję wokalisty zespołu przejął Z. Bizoń. W marcu 1970 Bizony wzięły udział w „Poznańskich Muzykaliach”, występując obok Maryli Rodowicz, Marka Grechuty i zespołu Tropicale Thaiti Granda Banda. Następnie formacja po raz drugi wyjechała do ZSRR i akompaniowała Z. Sośnickiej podczas VIII KFPP w Opolu (1970), wówczas z formacją występuje gościnnie Janusz Stefański.
Latem 1970 roku zespół został rozwiązany.

## Składy zespołu

### Pierwszy skład zespołu (styczeń 1968 – lato 1969)
- Zbigniew Bizoń (ex- Tajfuny) – saksofon tenorowy, organy, kierownik muzyczny zespołu
- Bohdan Kendelewicz (ex- Tajfuny) – gitara
- Wiesław Eyssymont (ex- Big Band „Stodoła”) – trąbka
- Andrzej Dorawa (ex- Akwarele) – puzon (we wrześniu 1968 r. zastąpił go Janusz Mieszek)
- Krzysztof Bańkowski (ex- Tajfuny) – gitara basowa
- Jerzy Tumidajski (ex- Tajfuny) – perkusja.

### Drugi skład zespołu (lato 1969 – styczeń 1970)
- Zbigniew Bizoń – saksofon tenorowy, organy, kierownik muzyczny zespołu
- Bohdan Kendelewicz – gitara
- Paweł Manfred Niezgoda – trąbka
- Janusz Mieszek (ex- Coma 5) – puzon
- Krzysztof Bańkowski – gitara basowa
- Ryszard Gromek – perkusja.

### Trzeci skład zespołu (styczeń 1970 – lato 1970)
- Zbigniew Bizoń – saksofon tenorowy, organy, śpiew, kierownik muzyczny zespołu
- Mirosław Męczyński – gitara, śpiew
- Paweł Manfred Niezgoda – trąbka
- Janusz Mieszek – puzon
- Bohdan Kendelewicz – gitara basowa
- Krzysztof Lipczyński – perkusja
- Sergiusz Perkowski – perkusja
- Jerzy Cybula – perkusja

### Wokaliści współpracujący z zespołem
- Stan Borys – śpiew (styczeń 1968- styczeń 1970)
- Marta Martelińska – śpiew (1968)
- Marianna Wróblewska – śpiew (1969)
- Dempsey Knight – śpiew, gitara (1969)
- Zdzisława Sośnicka – śpiew (1970)

### Gościnnie
- Alibabki (1968 – podczas programu telewizyjnego Tele Variete, styczeń 1969 – podczas sesji nagraniowej longplaya To ziemia)
- Andrzej Bychowski (1968 – podczas programu telewizyjnego Tele Variete)
- Maciej Kossowski (1968 – podczas Telewizyjnego Ekranu Młodych)
- Henryk Kowalski – skrzypce (1969 – podczas sesji nagraniowej singla Dempseya Knighta i Bizonów, pt. Annabelle)
- Janusz Stefański – perkusja (1970 – podczas VIII KFPP w Opolu).

### Nagrody
- marzec 1968 – I nagroda w Telewizyjnej Giełdzie Piosenki za Lepiej późno niż wcale
- 1968 – Srebrny Kormoran na V Przeglądzie Zespołów Estradowych w Olsztynie za program Inter Musica Show
- 1968 – wyróżnienie dla Stana Borysa za interpretację piosenki na festiwalu jw.
- 1968 – wyróżnienie dla Zbigniewa Bizonia opracowanie muzyczne na festiwalu jw.
- 1968 – Nagroda Jury dla Stana Borysa na Krajowym Festiwalu Polskiej Piosenki w Opolu za interpretację piosenki To ziemia
- 1968 – Brązowa Kotwica na I Festiwalu Zespołów Młodzieżowych w Sopocie.

### Dyskografia

#### Solo
- 1969: Stan Borys, Bizony (SP, Pronit SP-237)
- 1970: Bizony (Pocztówka, Ruch R-0161)

#### Kompilacje
- 1970: Stan Borys (SP, Muza SP-353)
- 1991: Stan Borys: The best of Stan Borys (LP, Muza SX-3029)
- 1992: Złote lata polskiego beatu 1969 vol. 1 (LP, Muza SX-3068)
- 1992: Złote lata polskiego beatu 1969 vol. 2 (LP, Muza SX-3069)
- 1992: Złote lata polskiego beatu 1968 vol. 2 (LP, Muza SX-3054)
- 2013: Bizony (seria „Gwiazdy polskiego big beatu”) (CD, Muza PNCD 1468)[4]

#### Zespół sesyjny
- 1969: Stan Borys: To ziemia (LP, Pronit XL-0529)
- 1969: Dempsey Knight: Annabelle (SP, Muza SP-290)
- 1970: Przeboje non stop (LP, Muza SXL-0624)
- 1970: Premiery – Opole '70 (LP, Muza SXL-0633)
- 1970: Halina Frąckowiak / Stan Borys (SP, Muza SP-303)
- 1970: Telewizyjna giełda piosenki (9) (EP, Muza N-0599)
- 1992: Złote lata polskiego beatu 1968 vol.1 (LP, Muza SX-3053)
- 2013: Bizony (seria Gwiazdy polskiego big beatu) (CD, Muza PNCD 1468)[4]

### Nagrania radiowe
- 1968: Lepiej późno niż wcale (voc. S. Borys), Żeby uciec trzeba mgły (voc. S. Borys), Spacer dziką plażą (voc. S. Borys), Na wierchach wieje wiatr (voc. S. Borys), Siła kwiatów (voc. S. Borys), Zostań tam, gdzie ja (voc. S. Borys);
- 1969: Bezmiar wód (voc. S. Borys), Jesteś w moim słońcu (voc. S. Borys), W pejzażu naszej jesieni (voc. S. Borys), Bądź mi (voc. S. Borys), Powiedz mi, czy jesteś (voc. S. Borys), Nie spada z nieba los (voc. S. Borys), Wąski przełyk wieloryba (instr.)[5];
- 1970: Pójdziemy tam, gdzie prawdy ślad (voc. Z. Bizoń), Niech świeci słońce (voc. Z. Sośnicka)[4], Czarna woda, biały wiatr (voc. Z. Sośnicka), Czarownica (instr.), Patrzą na mnie twoje oczy (voc. Z. Sośnicka)

## Ważniejsze utwory
- Lepiej późno niż wcale (muz. Z. Bizoń; sł. Marek Głogowski)
- Żeby uciec- trzeba mgły
- Spacer dziką plażą (muz. B. Kendelewicz; sł. Zygmunt Krammer)
- To ziemia (muz. Juliusz Loranc, sł. Jonasz Kofta)
- Wiatr od Klimczoka (muz. Z. Bizoń; sł. Krzysztof Dzikowski, Z. Krammer)